# Elekes
Los Elekes son atributos de la religión Yoruba Regla de Osha-Ifà. No se utilizan en Palo mayombe.
Los Orishas comunican mediante la interpretación de los signos de los caracoles (diloggun) a un Santero o el tablero de Ifà a un Babalawo, que el aleyo debe recibir la obligación de elekes para su protección.
Cuando un Orisha, determina (independiente a otras obras) que se coloquen los elekes de Osha-Ifà, cumple a la gravedad de los problemas que atraviesa el aleyo, ordinariamente relacionados con salud, protección, destino o vocación religiosa.

## Fundamento de Osha-Ifa
Los elekes son personales, siendo por los orishas la principal representación asociada al cuerpo del aleyo.

## Ceremonia medio asiento Osha
Se trata de una ceremonia de suma importancia pues simboliza la entrada real a la Regla de Osha. En esta ceremonia, el aleyo recibe 5 elekes, que representan 5 de los Orishas más importantes del sistema religioso.

La secuencia, más común, utilizada en la imposición de los elekes es Elegua, Obatalá, Yemaya, Shango y Oshun. Esto puede variar dependiendo del protocolo de la casa de santo, en algunas de ellas el último collar que se impone es el de la deidad de “cabeza” o protectora del feligrés. En ocasiones se añade Oyá.

## Ifa
Los Babalawos no entregan los elekes de asiento de Osha, sólo entregan los de los Orishas que son relativos a Ifá, como Orula, Osain, Orun, Oduduwá.

## Los elekes
| Orisha   | Colores                                                                   | Combinación | Marca básica |
| Oyá      | Carmelita con rayas negras y blancas Rojo, Marrón.                        | 9 carmelitas, 1 roja, 1 roja o marrón, 9 carmelitas | 9            |
| Obbatalá | Blanco, Transparente, Rojo, Nácar Marfil, Coral, Agua jabón2              | 24 blancas, 1 roja, nácar, marfil, coral (depende del camino) Todo blanco cerrado con el color de su Obbatalá | 8            |
| Elegguá  | Negro, Rojo, Blanco, Transparente1                                        | 3 rojas, 3 negras, 3 blancas 1 roja, 1 negra, 1 blanca 1 roja, 1 negra 1 negra, 1 blanca | 3            |
| Oshún    | Amarillo, Ámbar, Miel, Verde cristal Rojo cristal, Azabache, Nácar, Coral | Ibú Kolé: 15 miel, 1 verde, 5 rojas, 1 azabache Ibú Añá: 15 miel, 5 rojas, 5 amarillas, 1 roja, 1 ámbar, 1 roja Ibú Akuaró: 15 miel, 5 rojas, 1 nácar Oló Lodí: 15 miel, 5 amarillas, 5 verdes, 1 ámbar Oló Yemú: 15 miel, 5 amarillas, ámbar y coral | 5            |
| Yemayá   | Azul marino, Celeste, Agua jabón Transparente, Rojo3                      | Ashabá: 7 azul claro, 1 coral, 7 agua o cristal Asesú: 7 azul claro, 1 coral, 7 jabón o cristal, 1 verde cristal Okuté: 7 azul oscuro, 1 roja, 7 jabón o cristal Mayelewo: 7 azules oscuro cristal, 1 roja, 7 jabón, 1 verde (también lleva todos los tonos azul en su collar) Konlá: 21 jabón, 1 azul claro. (el jabón es necesario ya que ella vive en la espuma del agua, y ese representa el color de la espuma) Aganá: 7 azul oscuro, 7 jabón, 1 coral | 7            |
| Oggún    | Negro, Verde, Rojo Verde cristal4, Azabache                               | 21 negras, 7 verdes (cristal o sólida) 1 verde, 1 negra 1 verde, 1 negra, cada 21 se inserta un azabache 3 negras, 3 verdes 7 negras, 1 roja, 7 verdes, 1 roja | 3            |
| Shangó   | Rojo y Blanco                                                             | 1 blanca, 1 roja 6 blancas, 6 rojas 1 blanca, 1 roja hasta hacer 12, 6 rojas o blancas turnadas por vuelta. | 6            |
| Olokun   | Azul marino cristal, Verde cristal Coral, Azul claro, Rojo6               | 21 azul marino, 1 roja, 1 verde, se saltean nácar o caracol | 9            |
| Ochosi   | Azul, Miel, Ámbar5                                                        | 14 azules en cada hilo, se unen y pasan por 3 cuentas miel, 1 ámbar, 3 miel. Se repite el ciclo insertando simétricamente coral y caracol. | 2, 3, 7      |

## El compromiso con los elekes de Regla Osha-Ifa
Es importante señalar que las personas o seguidores de la regla Osha-Ifà que reciben los elekes, no tienen la obligación de “hacer o recibir la osha” (consagración final), ni realizar otras ceremonias posteriores. Los elekes de Regla Osha-Ifa no se colocan por capricho o porque son “bonitos”, su imposición depende de dos factores cruciales:
- La necesidad por parte del aleyo
- La disposición de protección por parte los Orishas (deidades de la Osha).

Algunas personas inescrupulosas, han tomado la Regla Osha-Ifa como un negocio y no una religión, por lo que invitan a sus seguidores a realizarse una ceremonia tras otra, sin que medie una necesidad y sólo para obtener dinero.
Cuidado: no todos los creyentes de la Osha se vuelven sacerdotes de una deidad (santeros) o babalawos. Es un tema en el que privan la necesidad, la fe y la voluntad de las deidades, por encima de los intereses monetarios.

## Consejos generales
Nunca usar los elekes al mantener relaciones sexuales
-       No ingerir alcohol mientras tengas puestos los elekes
-       No ir al baño con los elekes
-       Evitar riñas, discusiones y peleas ya que eso recalienta a los orishas y en un forcejeo se puede romper un collar y reponerlo no es tarea sencilla
-       No usar los elekes en cementerios, hospitales, comisarías o cárceles
-       Si estas en la calle y debes quitarte los elekes (leer casos anteriores), debes hacerlo en lugar aislado, preferiblemente donde estés solo(a), enrollarlos en un paño de tela blanco limpio evitando que se enreden.  Luego debes guardarlos en una bolsita de tela blanca y colocarla en lugar seguro
-       Después de mantener relaciones sexuales, deberías primero bañarte con agua, aguardiente y cascarilla antes de volver a colocarte los elekes
-       Nunca desnudarte con los elekes puestos
-       En tu hogar debes colocar los elekes en un lugar seguro, aislado de la habitación o zonas donde puedas tener encuentros cercanos. Al guardarlos debes evitar que se enreden y que estén lo más extendidos posibles.
-       Antes de ponerte los elekes debes verificar que no estén enrollados
-       Los elekes son de uso totalmente personal, no son transferibles bajo ninguna circunstancia
-       Los elekes de osha deben elaborarse en cumplimiento del camino de los santos del religioso que los entrega, por lo tanto, los elekes de osha no se compran en perfumerías, botánicas o ninguna otra tienda. He sabido de personas que le dicen compra los elekes, yo los consagro y te los coloco, eso no es correcto
-       Si ya recibiste elekes, estás iniciado en la osha, por lo tanto, debes portarlos cuando partícipes en ceremonias de la religión